# Chuang Tching-ťien

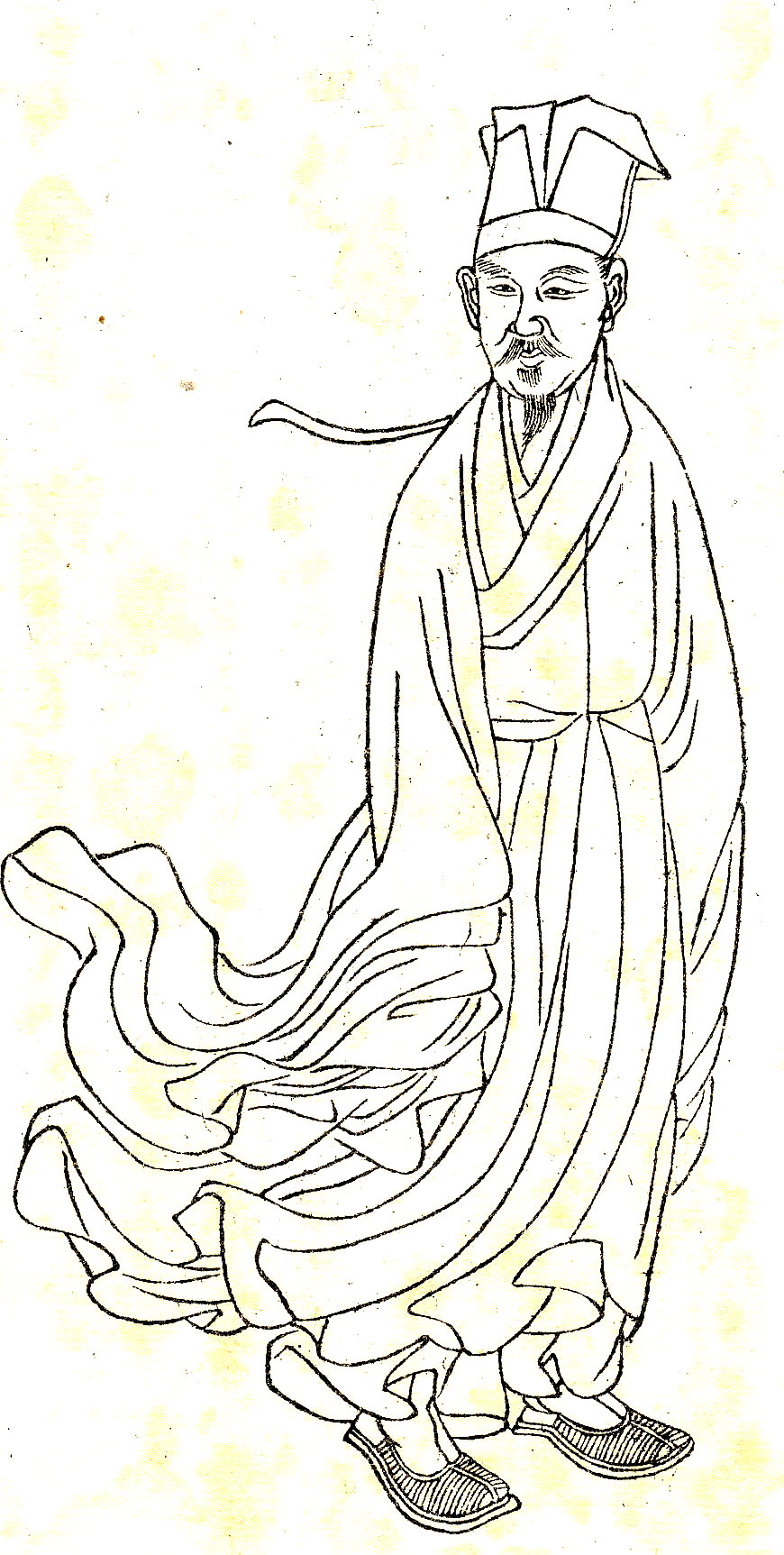
Chuang Tching-ťien, ilustrace z Wan-sien tchang-ču čuang-chua čuan (晩笑堂竹荘畫傳), 1921

Chuang Tching-ťien (čínsky pchin-jinem Huáng Tíngjiān, znaky tradiční 黃庭堅, 1045–1105), byl čínský kaligraf a básník severosungského období, jeden ze čtyř sungských mistrů kaligrafie. Vynikl zvláště svým kurzivním a konceptním písmem. V poezii založil tzv. ťiangsiskou školu.

## Jména
Chuang Tching-ťien používal zdvořilostní jméno Lu-č’ (čínsky pchin-jinem Lǔzhí, znaky zjednodušené 鲁直, tradiční 魯直) a pseudonym Šan-ku tao-žen (čínsky pchin-jinem Shāngǔ dàorén, znaky 山谷道人, volně „Taoista z horské doliny“).

## Život a dílo

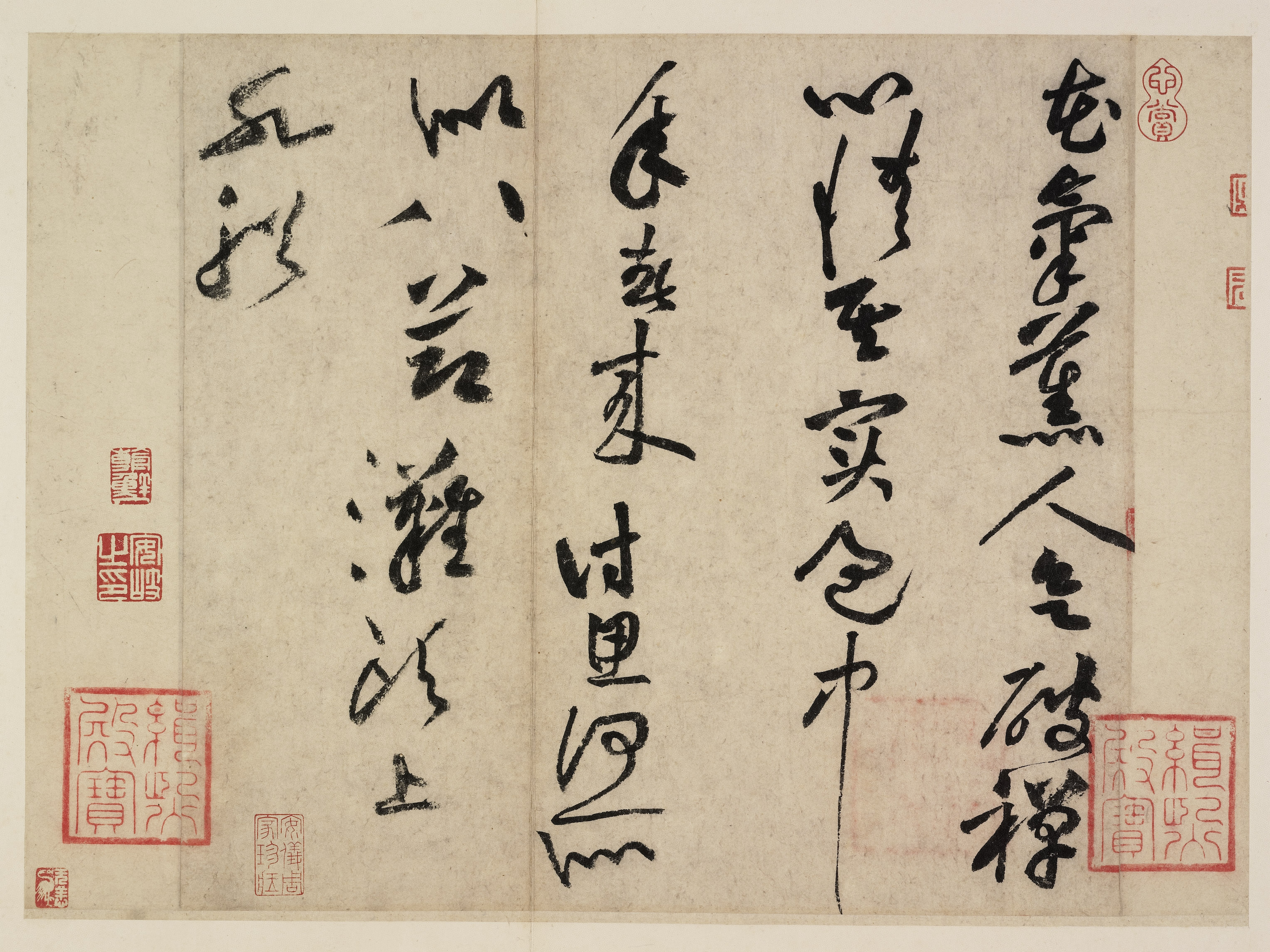
Ukázka Chuang Tching-ťienovy kaligrafie

Chuang Tching-ťien se narodil roku 1045, pocházel z Feng-ningu (moderní okres Siou-šuej v prefektuře Ťiou-ťiang v provincii Ťiang-si. Patřil k prominentnímu rodu vzdělanců a úředníků, proto mohl od dětství studovat konfucianismus, literaturu a umění. Zdárně prošel všemi stupni úřednických zkoušek, roku 1067 složil poslední z nich (na druhý pokus, když roku 1064 neuspěl) a získal hodnost ťin-š’. Poté nastoupil úřední kariéru, zprvu jako okresní přednosta v severní Číně, roku 1072 složil dodatečné zkoušky a byl jmenován lektorem císařské akademie v Ta-mingu, tehdy Severním hlavním městě.
Od roku 1078 se přátelil s významným politikem a učencem Su Š’em. Roku 1080 byl okruh literátů kolem Su Š’a kritizující Wang An-š’ovu „novou politiku“ obviněn z buřičství a potrestán, Chuang Tching-ťien pokutou a přeložením do okresu Tchaj-che ve střední Ťiang-si. Později sloužil jako správce kraje v Šan-tungu. Obě místa spravoval mírně, se zájmem o život lidu. Po nástupu nového císaře Če-cunga byli odpůrci „nové politiky“ rehabilitováni a Chuang Tching-ťien povolán do metropole pracovat v Historickém úřadu. Společně se Su Š’em tehdy ve sporech o moc zaujali umírněnou pozici, když odmítali plošnou čistku stoupenců předešlé vlády a argumentovali pro využití všech schopných politiků. Svou učenost uplatnil jak při práci na oficiálních análech císaře Šen-cunga, tak když ho S’-ma Kuang požádal o spolupráci při vydání svého Všeobecného zrcadla na pomoc vládě. Mezi učenými přáteli tehdy vytříbil svou kaligrafii.
V letech 1091–1093 držel smutek za matku (otec zemřel už roku 1058), ale záhy po návratu do úřadu se změnila vláda a následujícího roku byl odeslán do vzdáleného S’-čchuanu. Až roku 1100 byl se svými druhy omilostněn a obdržel čestný úřad, po dvou letech se však vládní politika opět změnila a Chuang Tching-ťien byl opět nucen odejít na periférii říše. Zemřel roku 1105 v I-čou (dnes v městské prefektuře Che-čch’ v jihočínské Kuang-si).
Jeho nekonvenční, pečlivě vystavěné básně soustředěné na introspektivní zkoumání vlastního nitra ovlivňovaly čínské básníky až do 20. století. Básníci navazující na jeho styl mu dali označení ťiangsiská škola.
Spolu se Su Š’em, Mi Fuem a Cchaj Siangem patří k čtyřem sungským mistrům kaligrafie. V kurzivním písmu se vyrovnal Su-š’ovi, jeho osobitý styl je charakteristický zhušťováním tahů uprostřed znaků kontrastujícím s ven směřujícími vnějšími tahy. Ceněn je zejména pro své „bláznivé konceptní písmo“ tvůrčím způsobem rozvíjející dědictví tchangských Chuaj-sua a Čang Süa.